# Bezenjān
Bezenjān (persiska: بزنجان) är en ort i Iran.   Den ligger i provinsen Kerman, i den sydöstra delen av landet, 900 km sydost om huvudstaden Teheran. Bezenjān ligger 2 346 meter över havet och antalet invånare är 4 417.
Terrängen runt Bezenjān är kuperad österut, men västerut är den platt.Runt Bezenjān är det glesbefolkat, med 12 invånare per kvadratkilometer. Närmaste större samhälle är Bāft, 9,4 km väster om Bezenjān. Omgivningarna runt Bezenjān är i huvudsak ett öppet busklandskap.